# بانک ملی آنگولا
بانک ملی آنگولا (پرتغالی: Banco Nacional de Angola) بانک مرکزی آنگولا است، که در سال ۱۹۲۶ توسط دولت این کشور و از دارایی‌های بانک آنگولا تأسیس شد.